# Kyōhei Sugiura
Kyōhei Sugiura (japanisch 杉浦 恭平 Sugiura Kyōhei; * 11. Januar 1989 in der Präfektur Shizuoka) ist ein japanischer Fußballspieler.

## Karriere
Sugiura erlernte das Fußballspielen in der Schulmannschaft der Shizuoka Gakuen High School. Seinen ersten Vertrag unterschrieb er 2007 bei Kawasaki Frontale. Der Verein spielte in der höchsten Liga des Landes, der J1 League. 2008 und 2009 wurde er mit dem Verein Vizemeister der J2 League. 2010 wurde er an den Zweitligisten Ehime FC ausgeliehen. Für den Verein absolvierte er 60 Ligaspiele. 2012 kehrte er zu Kawasaki Frontale zurück. 2013 wechselte er zum Zweitligisten Vissel Kobe. 2013 wurde er mit dem Verein Vizemeister der J2 League und stieg in die J1 League auf. Für den Verein absolvierte er 30 Ligaspiele. 2015 wechselte er zum Ligakonkurrenten Vegalta Sendai. Für den Verein absolvierte er vier Erstligaspiele. 2017 wechselte er zum Zweitligisten Zweigen Kanazawa. Am Ende der Saison 2023 belegte er mit Zweigen den letzten Tabellenplatz und musste somit den Weg in die dritte Liga antreten.

## Erfolge
Kawasaki Frontale
- Japanischer Vizemeister: 2008, 2009
- Japanischer Ligapokalfinalist: 2007, 2009